# Echinacosid

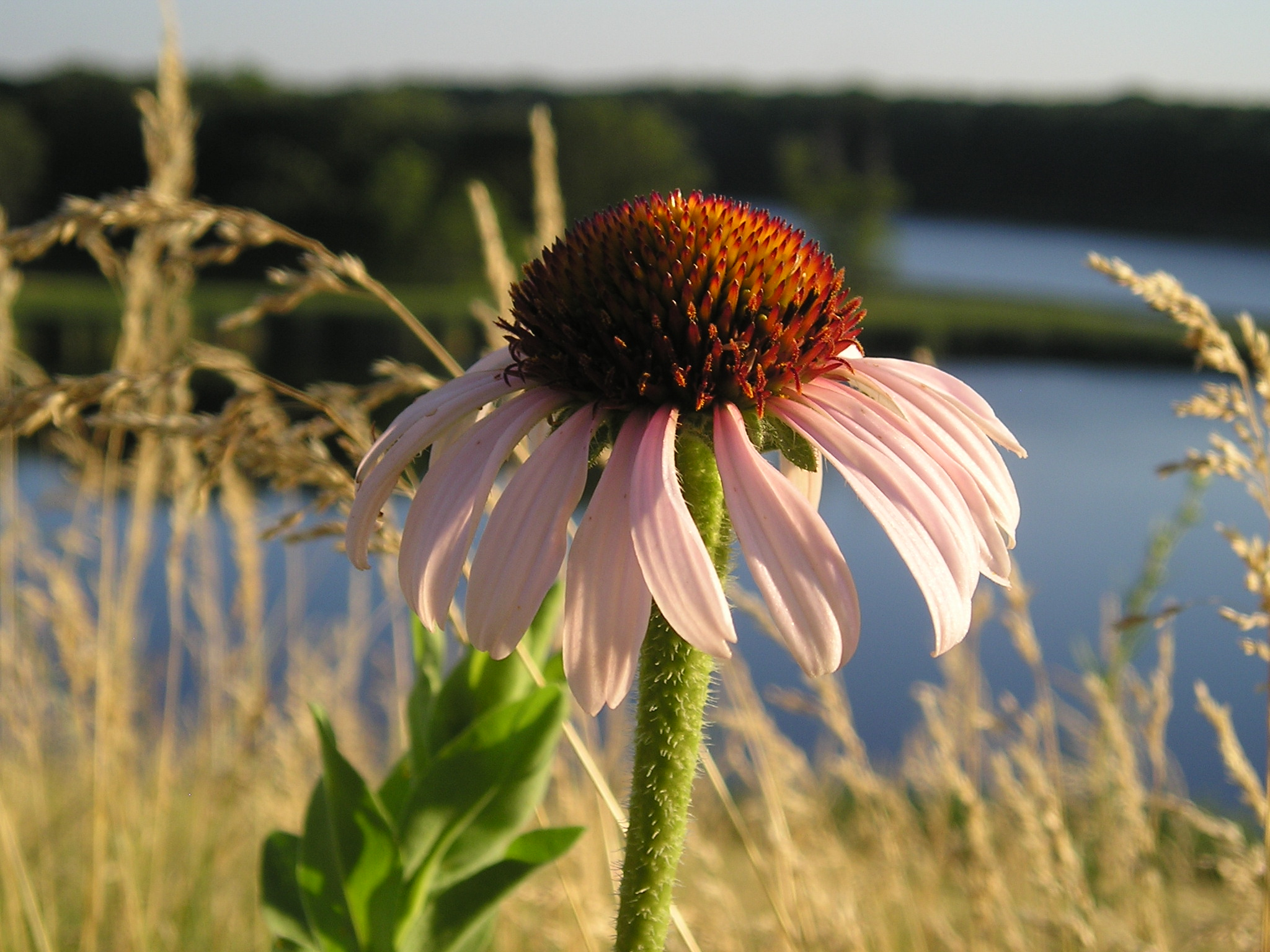
Schmalblättriger Sonnenhut (Echinacea angustifolia)

Echinacosid ist ein Glycosid, das in den Wurzeln des Schmalblättrigen Sonnenhuts (Echinacea angustifolia) und des Blassen-Sonnenhuts (Echinacea pallida) vorkommt.
Chemisch gesehen besteht es aus 2 Mol Glucose und 1 Mol Rhamnose, die glycosidisch an 2-(3,4-Dihydroxyphenyl)ethanol gebunden und mit Kaffeesäure verestert sind. Es gehört somit auch zur Stoffgruppe der Carbonsäureester und zu den Phenolen.
Mit Eisensalzen zeigt Echinacosid in wässriger und ethanolischer Lösung eine dunkelgrüne Färbung.
Echinacosid werden antibiotische, entzündungshemmende und immunstimulierende Wirkungen zugeschrieben.